# Miraflor
Miraflor (també anomenat Binaflor) és un dels tres nuclis de població a tocar entre si que forma el municipi de Els Poblets, a la Marina Alta, junt amb Setla i Mira–rosa. El 2009 tenia 344 habitants, al voltant d'una desena part dels censats a tot el municipi.
Situat a la vora dreta del riu Girona, la seua història s'origina en una alqueria morisca. Amb la reconquesta, continua com a lloc morisc, i així l'església cristiana de Miraflor depenia del Verger. En conseqüència, va patir 24 incendis provocats l'any 1609 arran de l'expulsió dels moriscos.
Va ser municipi independent fins al 1971, quan es fusiona amb Setla i Mira–rosa (les quals ja s'havien fusionat entre si un segle abans), per formar el nou municipi dels Poblets.